# Guerra Nacional da Nicarágua
Guerra Nacional da Nicarágua foi um conflito ocorrido entre 1856 e 1857. O conflito foi o resultado de uma guerra civil envolvendo as facções  legitimistas e democráticas em território nicaraguense de 1854 a 1855, que terminou na tomada do poder pelo flibusteiro William Walker. A conflagração provocaria a união de contingentes militares das repúblicas centro-americanas que acabariam expulsando as tropas flibusteiras.

## Antecedentes
Em 1854 eclodiu a guerra civil entre as facções democrática (liberal) e legitimista (conservadora), que se encontravam assentadas nas cidades de León e Granada, respectivamente.
Os democráticos  formaram um governo provisório sob o comando de Francisco Castellón Sanabria e não reconheciam o governo legítimo de Fruto Chamorro Pérez. Igualmente, procuraram fortalecer suas forças militares com ajuda externa e, para isso, assinaram um tratado com o estadunidense Byron Cole. Na sequência do acordo, chegaram ao território nicaraguense em junho de 1855, um grupo de estadunidenses chamado La Falange Democrática comandado por William Walker.
Naqueles anos, o território nicaraguense possuía um enorme atrativo a nível internacional, especialmente pelo cruzamento do Rio San Juan, onde, era planejado construir um eventual canal interoceânico. Na verdade, o magnata Cornelius Vanderbilt havia obtido do governo local o direito de transportar passageiros pelo istmo através da Compañía Accesoria del Tránsito  desde 1849. A criação desta empresa entrou em choque com os interesses britânicos que receavam não somente perder o "domínio do mares" que possuíam na época, mas também a possessão da costa leste da Nicarágua através do Reino dos Misquitos. O conflito seria resolvido com o Tratado Clayton-Bulwer.

## Ascensão ao poder de William Walker

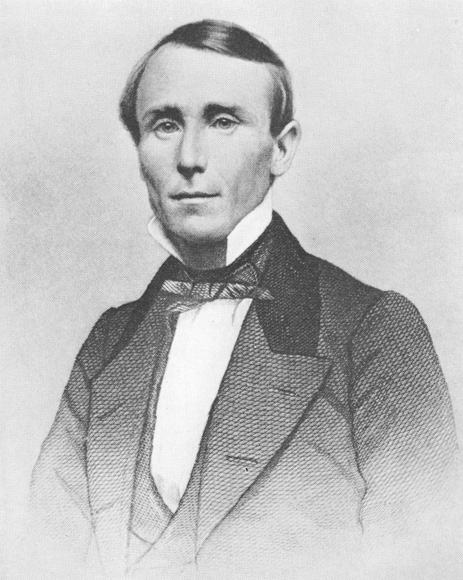
O flibusteiro estadunidense William Walker

Desde 18 de maio de 1854, o General José María Estrada havia assumido o governo nicaraguense em sucessão a Chamorro (que morreu durante o seu mandato) e se encarregou de enfrentar as forças opositoras. Combates separados foram travados nas localidades de Rivas e de La Virgen, e a cidade de Granada foi tomada pelas forças flibusteiras e democráticas em 13 de outubro de 1855. Precisamente, nesta localidade foi firmado o acordo entre William Walker e Ponciano Corral Acosta, comandante das forças legitimistas, para evitar mais derramamento de sangue na sequência de uma série de eventos confusos, onde foram atacados passageiros estadunidenses que cruzavam o país. Mateo Mayorga, um membro proeminente dos legitimistas, seria uma das vítimas da vingança de Walker. Deste acordo, realizado em 23 de outubro, foram designados Patricio Rivas como presidente provisório (em detrimento do presidente Estrada), Corral como Ministro da Guerra, e Walker como General em Chefe do Exército.
No entanto, o ex-presidente legitimista Estrada faria um apelo às outras repúblicas centro-americanas para que estas acudissem a Nicarágua para obrar a
mão armada como em causa própria até o desaparecimento de todo o poder estranho e a restauração da autoridade legítima.
O mesmo Corral, antes do poder real de Walker, enviou missivas pedindo ajuda, que foram apreendidas e caíram nas mãos de Walker, que ordenou a sua execução.
Em 18 de fevereiro de 1856, Walker influenciou Patricio Rivas a revogar a concessão outorgada à  Compañía Accesoria del Tránsito, o que ocorreu porque Vanderbilt se mostrava como um importante inimigo da sua campanha. O flibusteiro destituiu Rivas e nomeou em seu lugar Fermín Ferrer em 20 de junho de 1856. Coexistiam então no território três presidentes: o legitimista Estrada, o democrático Rivas e o entreguista Ferrer. Por outro lado, a 1 de março de 1856, o governo costarriquenho de Juan Rafael Mora Porras havia declarado guerra contra o governo flibusteiro na Nicarágua, em vista da sua ameaça sobre o território, iniciando, assim, a Campanha Nacional da Costa Rica. O mesmo mandatário havia alertado sobre a chegada dos aventureiros desde o final de 1855. Em 12 de julho de 1856, Walker proclamou-se presidente da Nicarágua através de uma eleição manipulada.

## Guerra Nacional
Por sua parte, os representantes dos governos de Honduras, El Salvador e Guatemala assinaram na Cidade da Guatemala um Tratado de Aliança em 18 de julho de 1856 para a "defesa de sua soberania e independência" que também reconhecia Patricio Rivas como presidente, e iniciaria a expulsão das autoridades intrusas. A Costa Rica não pôde comparecer naquele momento na aliança por causa dos estragos que a epidemia de cólera havia causado em suas tropas, embora retomaria as ações posteriormente. Além disso, as facções democráticas e legitimistas, aliadas a Patricio Rivas, firmaram em 12 de setembro, um  "Pacto Providencial" declarando guerra contra William Walker. A 14 de setembro, as forças do Ejército del Septentrión conseguiriam a primeira vitória dos patriotas nicaraguenses na chamada Batalha de San Jacinto.
Tendo suas tropas acossadas até o final de 1856, Walker ordenaria a destruição de Granada ao término de um fatídico sitio. A devastação da cidade enfureceria os aliados centro-americanos e os próprios nicaraguenses. No entanto, no mês de dezembro, o exército costarriquenho, auxiliado pelo empreendedor Vanderbilt e pelos ingleses, tomariam o Rio San Juan cortando a ajuda externa de Walker. A 1857, a cidade de Rivas havia se tornado o último refúgio dos flibusteiros; e somado a isso, Mora havia circulado uma nota oferecendo perdão e repatriação o que provocaria deserções no contingente inimigo.
Com a mediação do capitão estadunidense Charles H. Davis, William Walker se rendeu em 1 de maio de 1857.